# Uraí
Uraí là một đô thị thuộc bang Paraná, Brasil. Đô thị này có diện tích 237,806 km², dân số năm 2007 là 11793 người, mật độ 49,6 người/km².